# Мачковац (Горњи Вакуф-Ускопље)
Мачковац је насељено место у Босни и Херцеговини у општини Горњи Вакуф-Ускопље. Административно припада Федерацији Босне и Херцеговине, односно њеном Средњобосанском кантону. Према попису становништва из 2013. у насељу није било становника, а већинско становништво у насељу у предратном периоду били су Хрвати.

## Становништво
По последњем службеном попису становништва из 2013. године у насељу Мачковац није било сталних становника, а село је пре рата у БиХ било етнички хомогено са већинском хрватском популацијом.
| Националност | 2013. | 1991.       | 1981.        | 1971.        |
| Бошњаци      | —     | 0           | 0            | 0            |
| Хрвати       | —     | 32 (100,0%) | 100 (100,0%) | 117 (100,0%) |
| Срби         | —     | 0           | 0            | 0            |
| остали       | —     | 0           | 0            | 0            |
| Укупно       | 0     | 32          | 100          | 117          |